# Cadrieu
Cadrieu är en kommun i departementet Lot i regionen Occitanien i södra Frankrike. Kommunen ligger i kantonen Cajarc som tillhör arrondissementet Figeac. År 2022 hade Cadrieu 168 invånare.

## Befolkningsutveckling
Antalet invånare i kommunen Cadrieu
| Referens: INSEE |